# 北汉乡
北汉乡，是中华人民共和国河北省沧州市任丘市下辖的一个乡镇级行政单位。

## 行政区划
北汉乡下辖以下地区：
南郎庄村、大李庄村、南郭庄村、前边庄村、后边庄村、张老虎庄村、北汉村、约保村、黄土疙瘩村、前解经村、后解经村、刘家铺村、西马庄村、小李庄村、魏庄村、苏家庄村、及庄村、许庄村、毕庄村、赵范庄村、前桐梨村、中桐梨村、后桐梨村、东吴村、西吴村、吴家疙瘩村、赵家疙瘩村和老河头村。